# 5045 Hoyin
5045 Hoyin (1978 UL2) là một tiểu hành tinh vành đai chính.